# Campo San Geremia
Le Campo San Geremia est une place de Venise, située dans le sestiere de Cannaregio, non loin du Ponte delle Guglie et de la gare.

## Description
Sur le campo, se trouve l'entrée du Palazzo Labia, siège régional de la RAI, ainsi que l'église San Geremia, qui a donné son nom à la place.
Autrefois, c'est ici qu'avaient lieu les corridas[réf. nécessaire].
Ce campo a la particularité de posséder 4 puits.

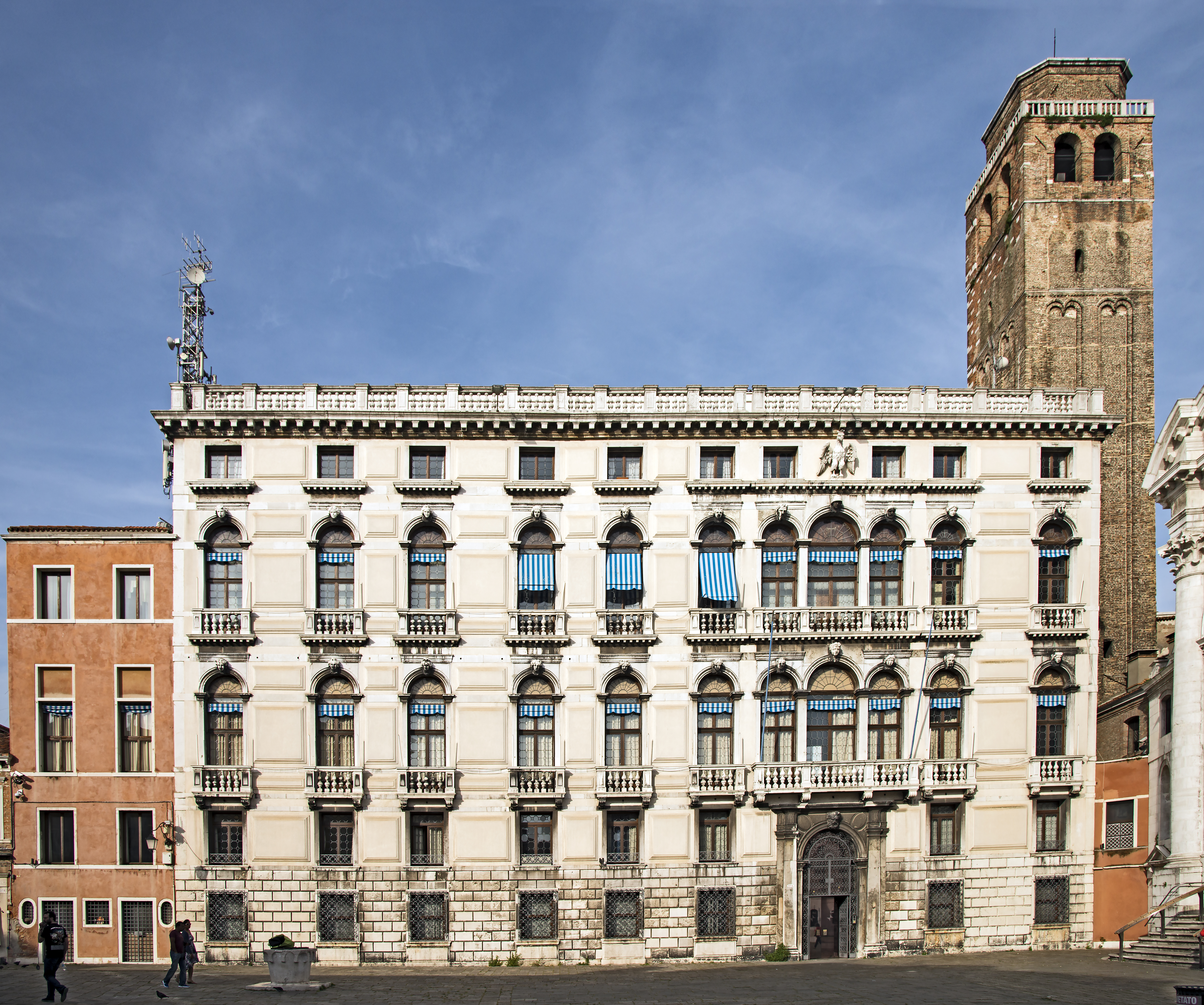
Palazzo Labia
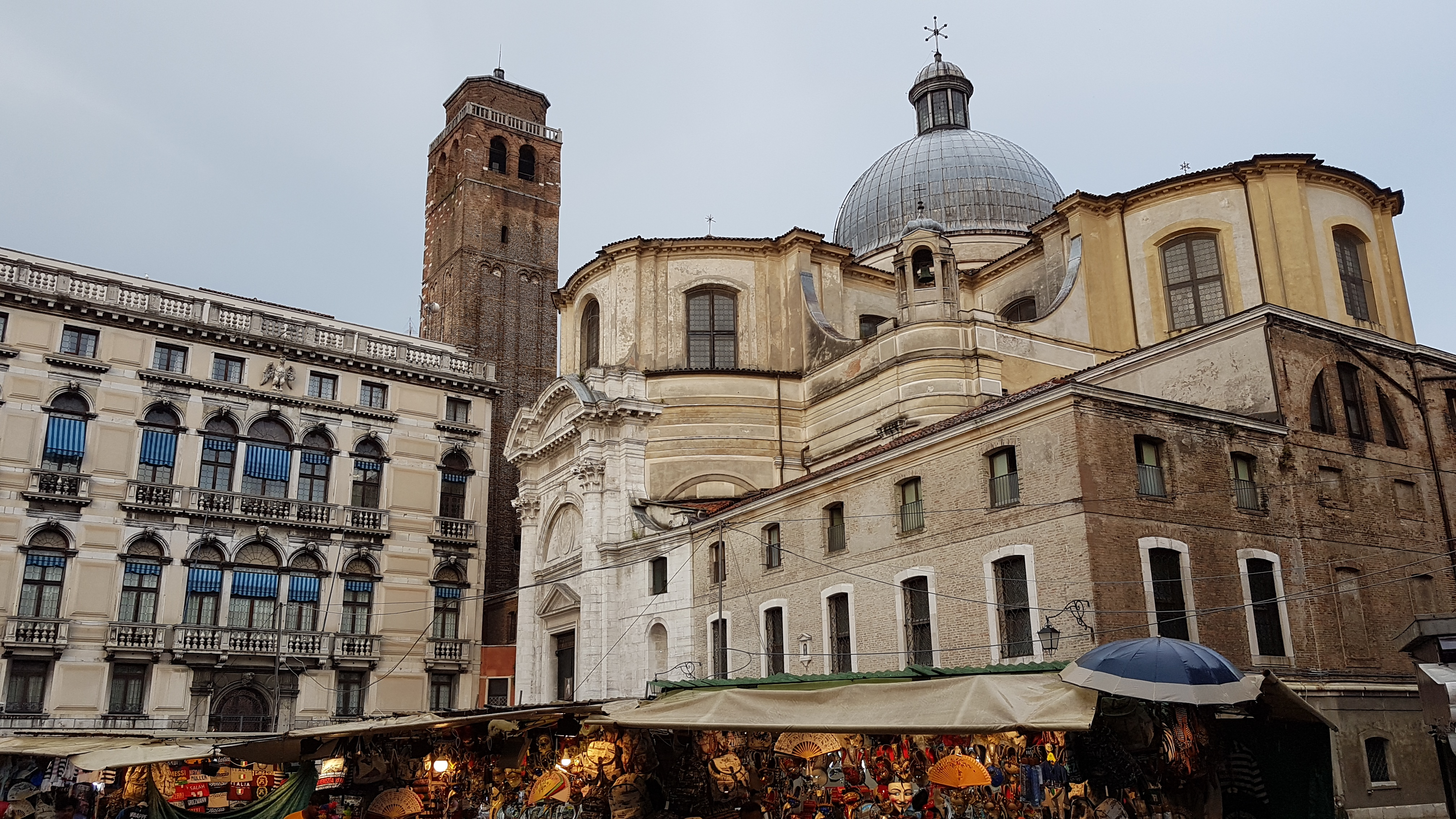
Vue du campo, palais Labia à gauche, église San Geremia à droite
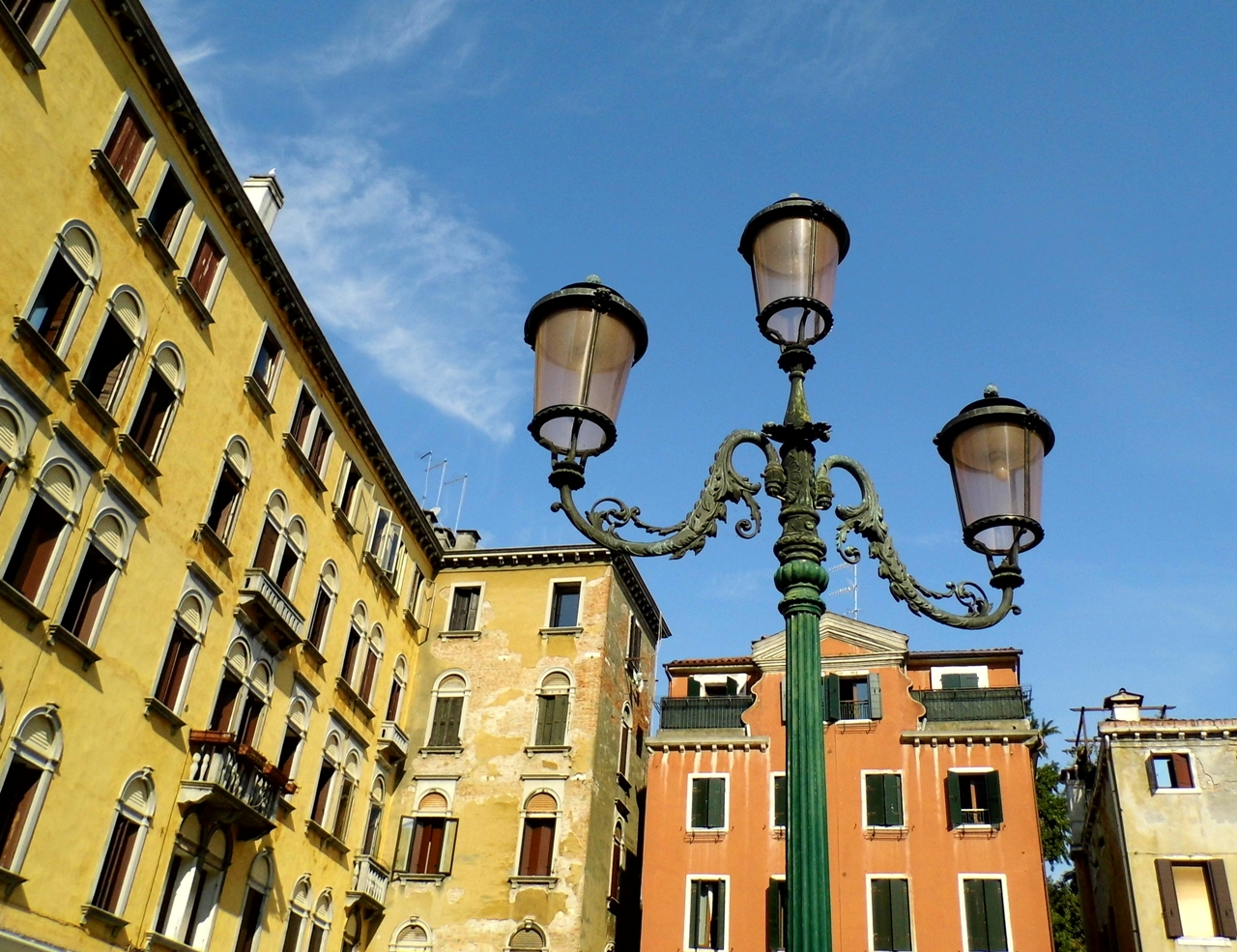
Autre vue

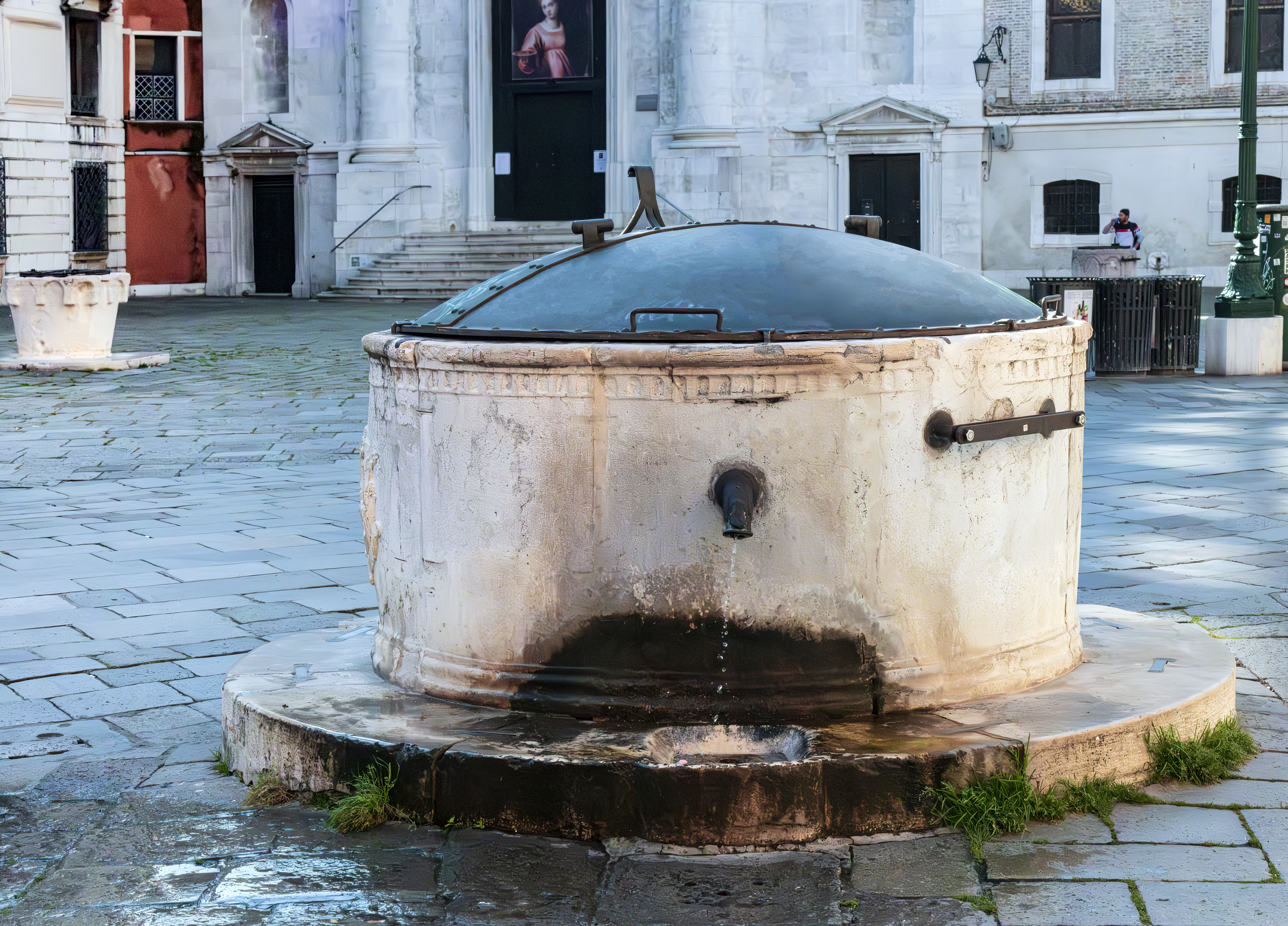
Le puits nord
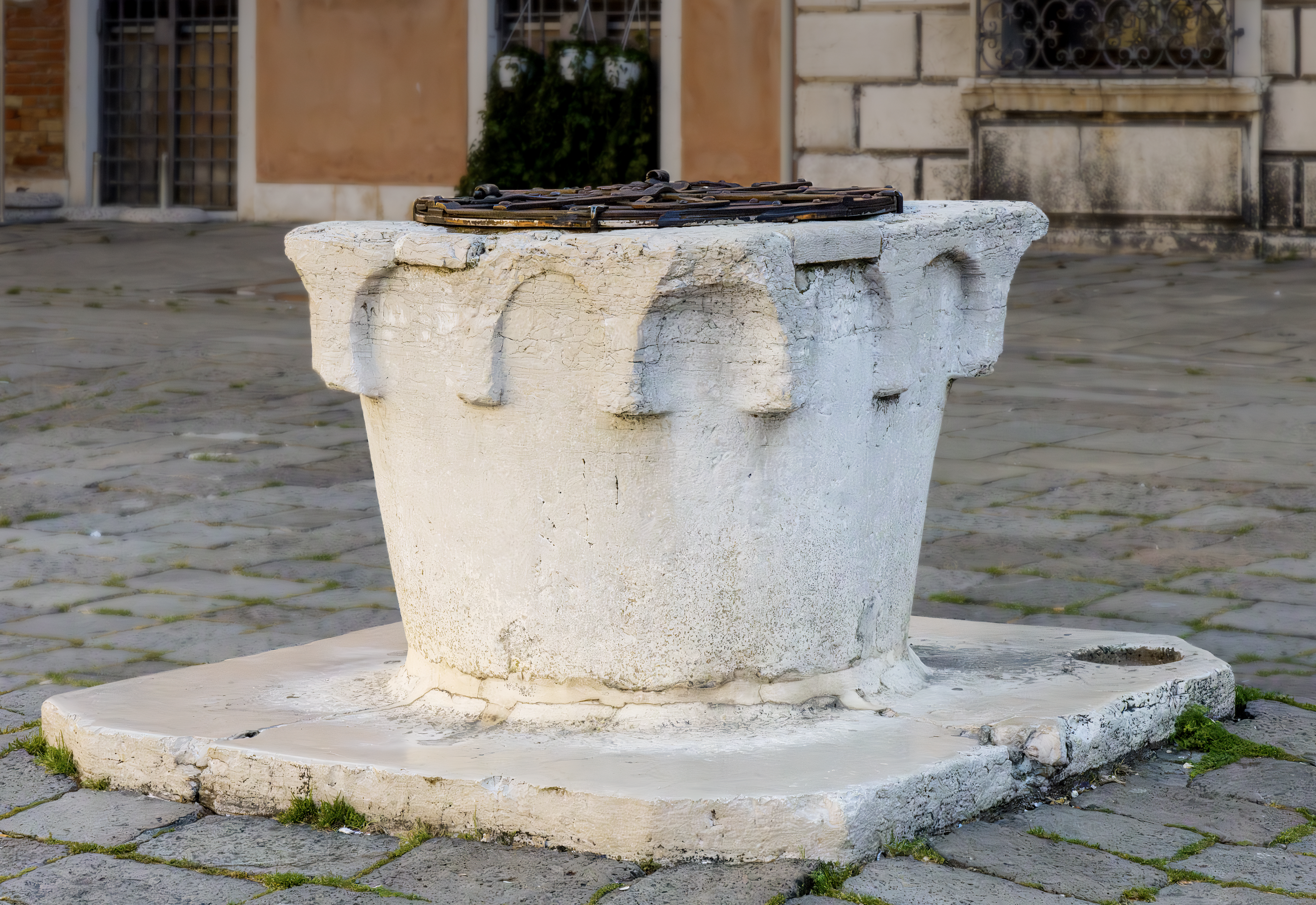
Le puits nord-est
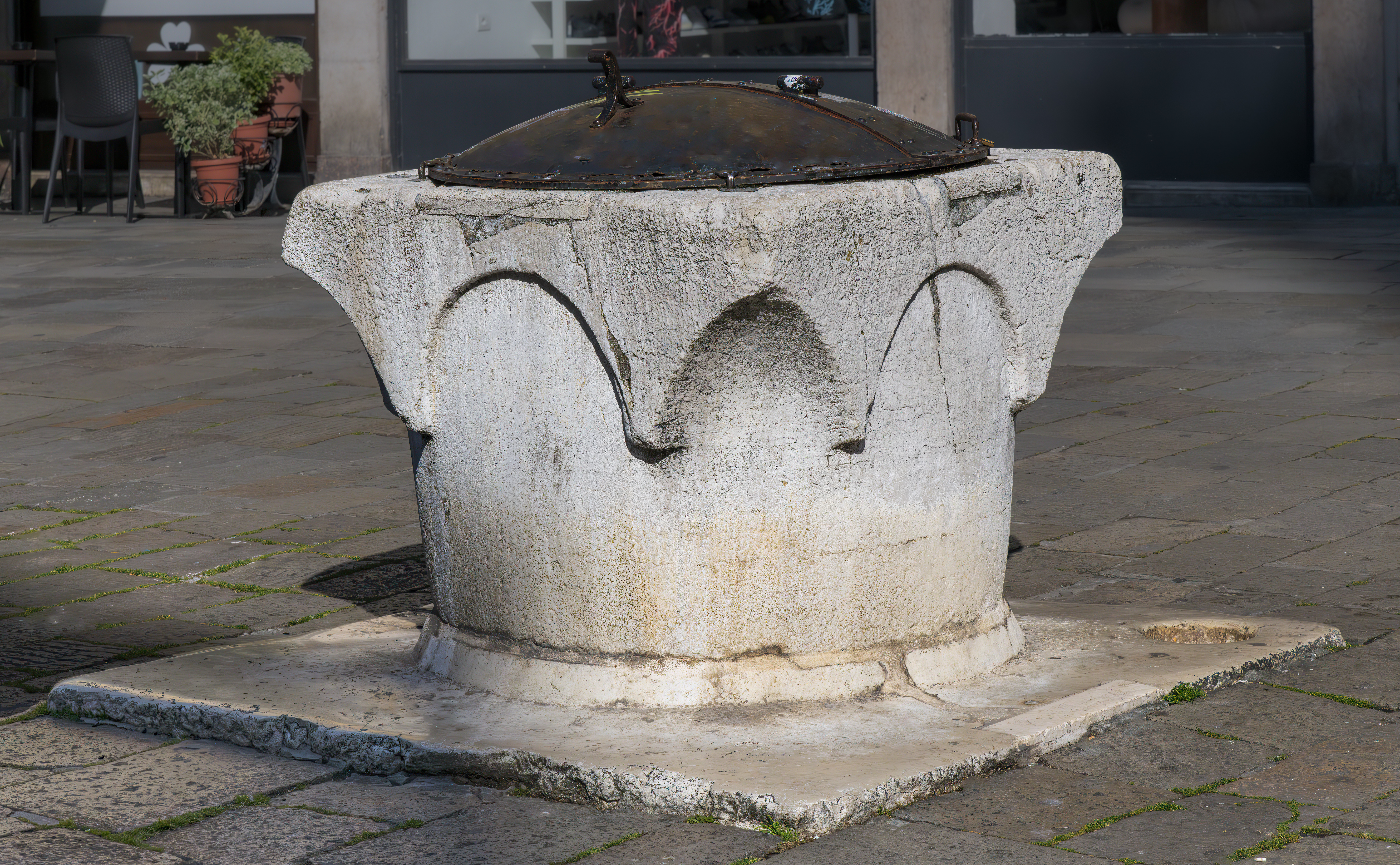
Le puits sud-est